# Melaleuca gnidioides
Melaleuca gnidioides là một loài thực vật có hoa trong Họ Đào kim nương. Loài này được Brongn. & Gris mô tả khoa học đầu tiên năm 1864.